# Evelyn Insam

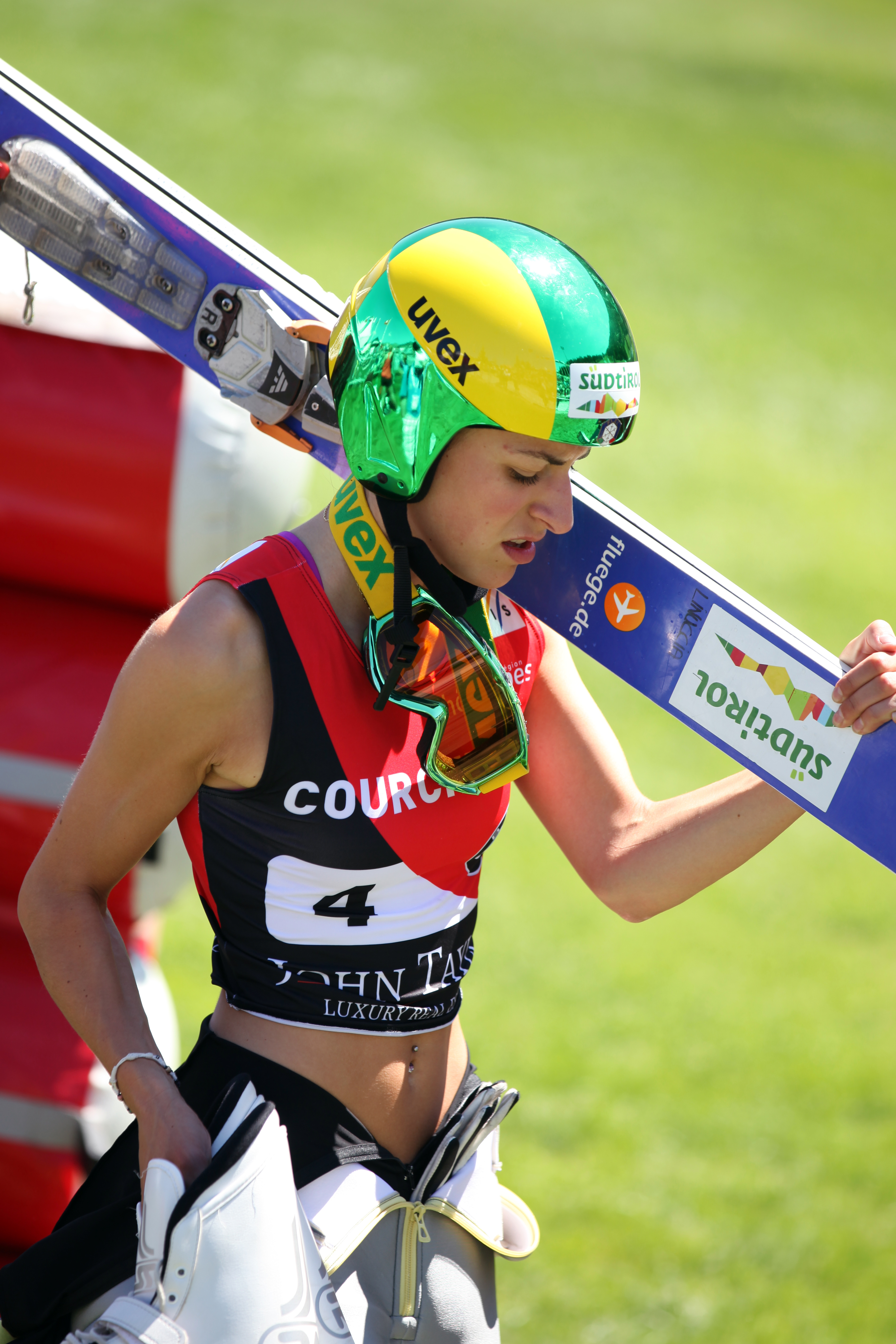
Evelyn Insam beim Sommer-Grand-Prix in Courchevel, 2013.

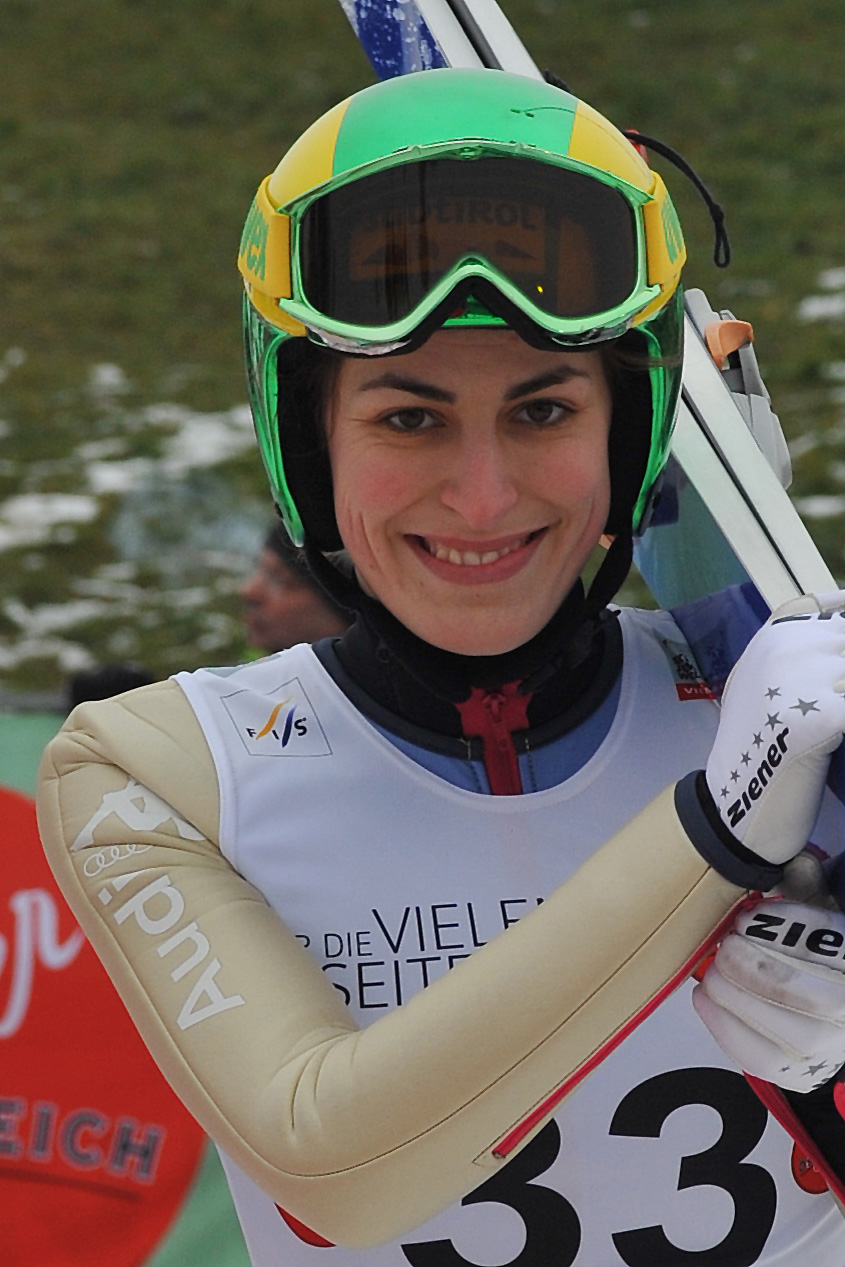
Evelyn Insam beim Weltcupspringen in Hinzenbach, 2014

Evelyn Insam (* 10. Februar 1994 in Brixen) ist eine ehemalige italienische Skispringerin. Sie wurde 2012 italienische Staatsmeisterin sowie Vize-Junioren-Weltmeisterin.

## Sportliche Karriere

### 2003–2009/10
Evelyn Insam springt seit 2003 Ski und nahm am 18. Januar 2006 an ihrem ersten internationalen (FIS-)Wettkampf teil, dem Skisprung-Continental-Cup 2005/06 in Toblach, wo sie den 32. Rang erreichte. Seit diesem Jahr gehört Insam dem italienischen Nationalteam an. Bis zur Aufnahme in den Sportverein der Finanzpolizei, den Fiamme Gialle, am 13. Dezember 2011 trat Insam für ihren Heimatverein Sci Club Gardena an.
In der Saison 2006/07 bestritt Insam fünf Continental-Cup-Springen, zweimal erreichte sie dabei den 14. Platz.
In der Saison 2007/08 kam Insam bei den Continental-Cup-Wettbewerben (COC) zwar nie unter die besten Zwanzig, allerdings sicherte sie sich bei den Junioren-Weltmeisterschaften in Zakopane am 28. Februar 2008 den 8. Platz und zum Saisonabschluss gewann sie Silber bei einem FIS-Juniorinnen-Springen in Bois-d’Amont. Bei der italienischen Meisterschaft 2008 gewann Insam hinter Elena Runggaldier und Lisa Demetz die Bronzemedaille.
Im Skisprung-Continental-Cup 2008/09 bestritt Insam 16 Wettbewerbe und war vier Mal unter den Top Ten: in Baiersbronn, Toblach und Ljubno wurde sie 5., 2., 10. und 8, damit hatte sie ihre erste Podestplatzierung im Continental-Cup gewonnen. Bei der Junioren-WM in Štrbské Pleso am 6. Februar 2009 wurde Insam, so wie schon im Jahr zuvor, Achte und bei der allerersten Damen-Skisprung-WM in Liberec am 20. Februar 2009 wurde Insam 13. Die Saison beendete Insam wiederum, wie schon 2007/08, mit einer Silbermedaille bei einem FIS-Juniorinnen-Springen, dieses Mal in Baiersbronn.
In der COC-Saison 2009/10 nahm Insam an 15 Wettbewerben teil und erzielte sieben Top-Ten-Ergebnisse mit Platz 5 in Rovaniemi als bestes Ergebnis. Obwohl der Winter ohne besondere Höhepunkte blieb, erreichte Insam mit Platz 13 der COC-Gesamtwertung ihr bis dahin bestes Ergebnis. Auch bei der Junioren-WM in Hinterzarten (29. Januar 2010) festigte Insam mit ihrem 12. Platz ihre Stellung im oberen Mittelfeld der Weltbesten.

### Saison 2010/11
Die Saison 2010/11 brachte mit den Juniorenweltmeisterschaften in Otepää (27. Januar 2011) und den Weltmeisterschaften in Oslo (25. Februar 2011) zwei Großereignisse, bei denen sich Insam mit dem 5. bzw. 8. Platz endgültig in der Weltspitze etablierte. Bei den vier Sommerspringen kämpfte sich Insam von Platz 31 auf Platz 12 vor. Die FIS-Ladies-Winter-Tournee 2011 wurde überschattet vom Tod ihrer Mannschaftskollegin Simona Senoner, weshalb Insam nur am ersten Springen in Schonach (Rang 7) teilnahm. Unter den übrigen 16 COC-Springen der Saison gelangen Insam noch vier Top-Ten-Platzierungen: Platz 7 in Liberec und Schonach, Platz 8 in Brotterode und Zakopane. Die beiden Weltmeisterschaften des Jahres 2011 bescherten Insam die bis dahin besten WM-Ergebnisse: ein 5. Platz bei der Junioren-WM in Otepää und ein 8. Platz bei der Weltmeisterschaft in Oslo.

### Saison 2011/12
Am 3. Dezember 2011 nahm Insam am allerersten Damen-Weltcup-Springen der Geschichte in Lillehammer teil und erreichte den 6. Platz. In dieser Saison ging Insam dann an zwölf weiteren Weltcup-Bewerben an den Start und schloss die Saison am 9. März 2012 in Oslo mit einem 8. Platz bzw. dem 13. Platz in der Weltcup-Gesamtwertung ab. Bei den Juniorenweltmeisterschaften 2012 in Erzurum am 23. Februar 2012 wurde Insam 4. – hinter den beiden großen Dominatoren Sara Takanashi und Sarah Hendrickson sowie der Dritten Carina Vogt.

### Saison 2012/13
Den Sommer-Grand-Prix 2012 schloss Insam als 20. ab, hatte allerdings, wie viele Springerinnen, an zwei der vier Springen (Almaty) nicht teilgenommen.
2013 gewann Insam, die frisch gebackene italienische Staatsmeisterin, ihre zwei ersten Weltcup- bzw. Weltmeisterschafts-Medaillen: in Schonach (5. Januar 2013) wurde sie Zweite, ebenso wie bei der Junioren-WM in Liberec (24. Januar 2013). Im Weltcup erreichte Insam den 12. Platz, obwohl sie an vier der 16 Wettkämpfe (Zaō, Ljubno) nicht teilgenommen hatte. Höhepunkt der Saison war die Weltmeisterschaften in Predazzo, Val di Fiemme, dem Stützpunkt der italienischen Schisprung-Nationalmannschaft. Insam wurde im Einzelbewerb am 22. Februar 2013 Achte bzw. im Mixed-Team-Bewerb Siebte und erreichte damit ihr bislang bestes WM-Ergebnis.

### Saison 2013/14
Nach dem durch den Schulabschluss bedingten Trainingsrückstand nahm Insam am Sommer-Grand-Prix-Springen in Hinterzarten nicht teil, in Courchevel (15. August 2013) wurde sie 47.
Insam nahm bei der Olympiapremiere des Damen-Skispringens im russischen Sotschi im Februar 2014 teil. Im Einzelwettbewerb auf der Normalschanze belegte sie den fünften Rang. Nach den Olympischen Winterspielen erreichte sie am 2. März 2014 in Râșnov die zweite Weltcup-Podestplatzierung ihrer Karriere. Sie wurde Dritte hinter Sara Takanashi und Jessica Jerome. Im Gesamtweltcup belegte sie am Ende der Saison den 19. Rang mit 235 Punkten.

### Saisons 2014/15 bis 2017/18
Im Sommer 2014 erreichte sie in Almaty als jeweils Neunte zweimal die Top Ten. Mit diesen Ergebnissen landete sie auch in der Gesamtwertung auf den neunten Rang und erzielte damit das beste Ergebnis ihrer Karriere. Im Weltcup 2014/15 war ihr bestes Einzelergebnis Platz 17 in Zaō. Im Gesamtweltcup wurde sie 36. Bei den Nordischen Skiweltmeisterschaften 2015 in Falun verpasste sie im Einzelwettbewerb als 33. den Finaldurchgang und blieb damit deutlich hinter der Platzierung von 2013. Auch im Mixed-Teamwettbewerb erreichte sie mit der italienischen Mannschaft mit Rang neun nicht das Finale.
Beim Sommer-Grand-Prix 2015 ging sie nur einmal an den Start, wobei sie in Courchevel den 16. Platz belegte. Im darauffolgenden Winter blieb ihre beste Platzierung im Weltcup Rang elf in Oslo. Im Gesamtweltcup landete sie auf den 30. Platz. In der Saison 2016/17 wiederholte sie diesen Platz in der Gesamtwertung. Ihre beste Einzelplatzierung war aber nur noch Rang 17 in Lillehammer. Bei den Nordischen Skiweltmeisterschaften 2017 in Lahti wiederholte sie im Einzel ihr Ergebnis von 2015 und wurde 33. Im Mixed-Teamwettbewerb wurde sie nicht eingesetzt.
Beim Sommer-Grand-Prix 2017 erreichte sie einmal die Punkteränge mit Platz 25 in Courchevel. In der Weltcup-Saison 2017/18 scheiterte sie fast immer in der Qualifikation, nur einmal erreichte sie den Wettkampf. Dabei wurde sie in Zaō 50. und damit Letzte. Trotz dieser schlechten Ergebnisse durfte sie an den Olympischen Winterspielen 2018 in Pyeongchang teilnehmen, weil sie zu den 30 Besten der Welt gehörte. Im Einzelwettbewerb auf der Normalschanze belegte sie den 34. Platz von 35 Teilnehmerinnen.
Nachdem Insam bereits ihre Karriere nach der Saison 2017/18 unterbrochen hatte, gab sie im Juni 2019 ihr endgültiges Karriereende bekannt.

## Erfolge

### National
| Italienische Meisterschaften | Italienische Meisterschaften | Italienische Meisterschaften | Italienische Meisterschaften |
| ---------------------------- | ---------------------------- | ---------------------------- | ---------------------------- |
| Bronze                       | 2008 in Predazzo             | Bronze im Einzel             |                              |
| Silber                       | 2009 in Predazzo             | Silber im Einzel             |                              |
| Gold                         | 2012 in Predazzo             | Gold im Einzel               |                              |

| Italienische Junioren-Meisterschaften | Italienische Junioren-Meisterschaften | Italienische Junioren-Meisterschaften | Italienische Junioren-Meisterschaften |
| ------------------------------------- | ------------------------------------- | ------------------------------------- | ------------------------------------- |
| Gold                                  | 2011 in Gallio                        | Gold im Einzel                        |                                       |
| Silber                                | 2010 in Gallio                        | Silber im Einzel                      |                                       |

## Statistik

### Weltcup-Platzierungen
| Saison  | Platz | Punkte |
| ------- | ----- | ------ |
| 2011/12 | 13.   | 267    |
| 2012/13 | 12.   | 373    |
| 2013/14 | 19.   | 235    |
| 2014/15 | 36.   | 029    |
| 2015/16 | 30.   | 075    |
| 2016/17 | 30.   | 093    |

### Grand-Prix Platzierungen
| Saison | Platz | Punkte |
| ------ | ----- | ------ |
| 2012   | 20.   | 42     |
| 2013   | 27.   | 54     |
| 2014   | 09.   | 58     |
| 2015   | 35.   | 15     |
| 2016   | 27.   | 19     |
| 2017   | 45.   | 06     |

### Continental-Cup-Platzierungen
| Saison  | Platz | Punkte |
| ------- | ----- | ------ |
| 2006/07 | 39.   | 059    |
| 2007/08 | 50.   | 026    |
| 2008/09 | 27.   | 063    |
| 2009/10 | 13.   | 315    |
| 2010/11 | 23.   | 206    |
| 2011/12 | 26.   | 062    |
| 2013/14 | 11.   | 096    |
| 2014/15 | 15.   | 096    |

## Trivia
Evelyn Insam legte im Juni 2013 am Sportzweig der Handelsoberschule [italienisch: ITC] Raetia in St. Ulrich die Matura mit gutem Erfolg (80/100 Punkte) als Zweitbeste ihrer Klasse ab. Ihre Präsentation im Rahmen der mündlichen Prüfung behandelte den Fall Breivik. Ihr jüngerer Bruder, Alex Insam, ist ebenfalls Skispringer. Insam (sprich: Insóm) ist ein typischer und häufiger ladinischer Name (Etymologie: < lat. in summo/sommo «oben», daher endbetont und mit der im Dt. hyperkorrekten Schreibung a statt o für dumpfes Tiroler a) und entspricht der Wortbedeutung nach dem dt. Familiennamen Obrist.